# پیتزتا

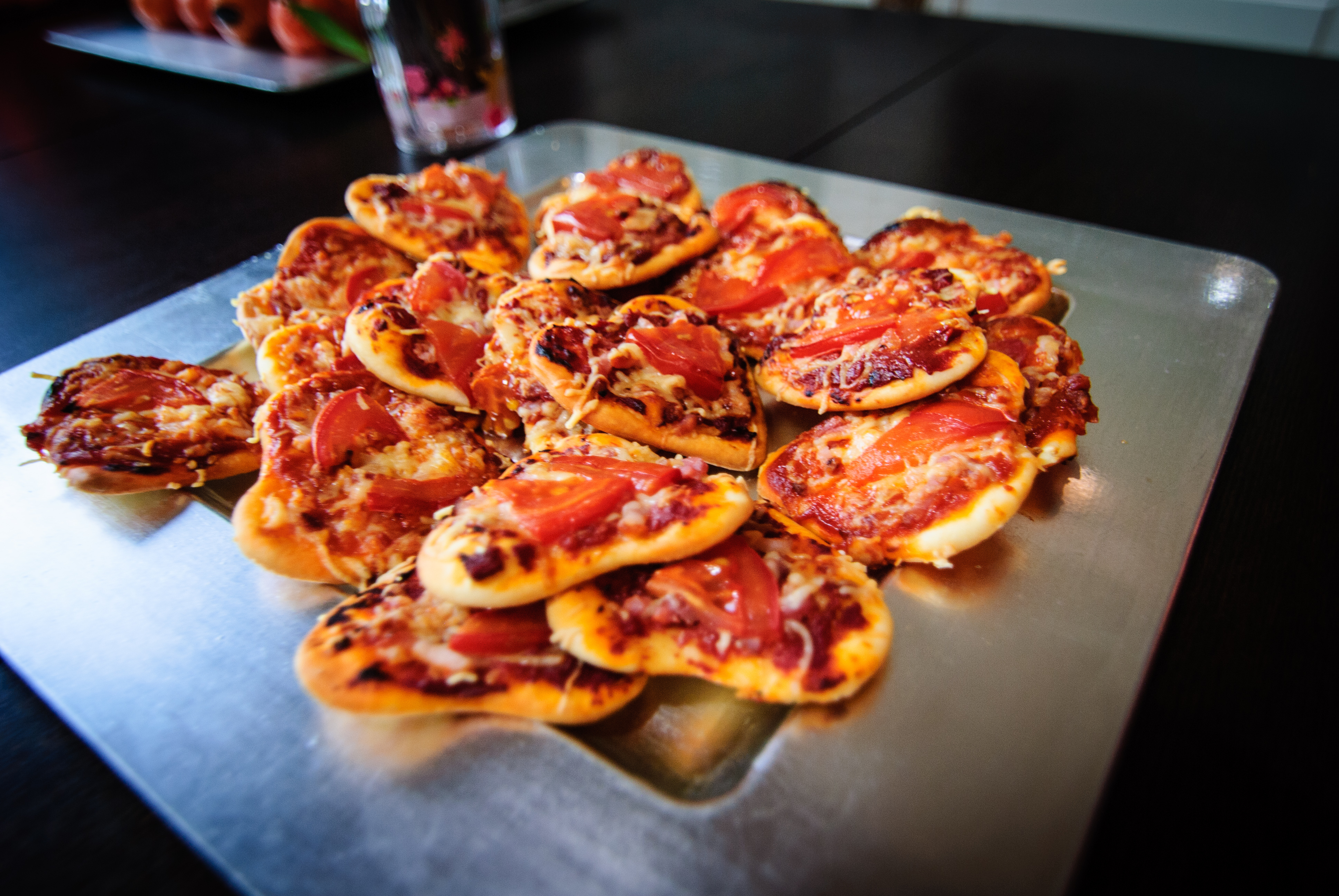
پیتزتای قلبی شکل

پیتزتا (به انگلیسی: Pizzetta) (جمع: Pizzette) یک پیتزای کوچک است که اندازه آن می‌تواند در ابعادی به اندازه یک لقمک و در حدود ۸ سانتی‌متر تا یک پیتزای کوچک باشد. این پیتزا می‌تواند به‌عنوان یک میان‌وعده یا یک وعده غذایی سبک مصرف شود.

## آماده‌سازی

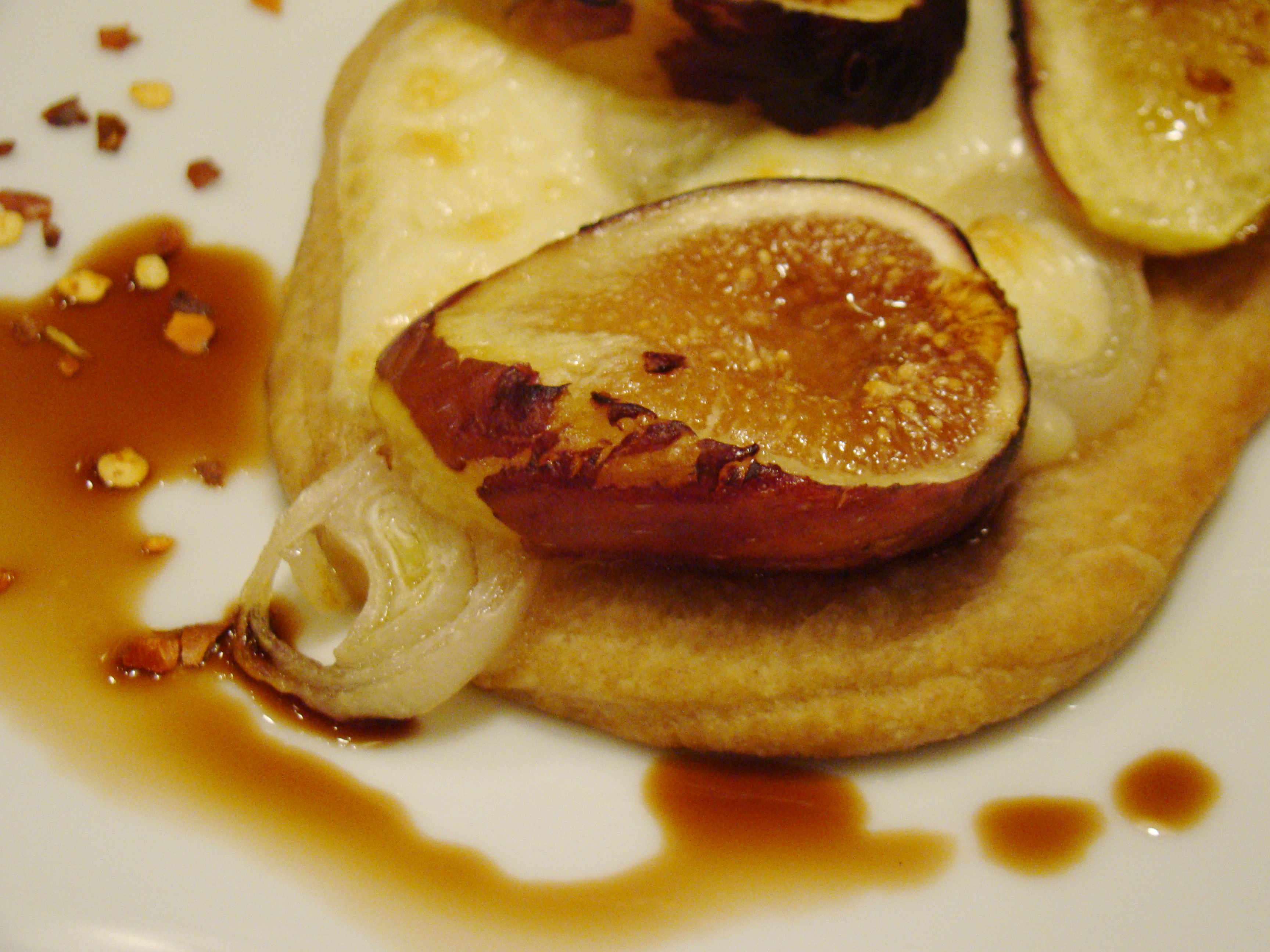
پیتزتا

پیتزتا معمولاً با استفاده از خمیر، سس، پنیر و سایر تاپینگ‌ها در اندازه یک پیتزی بزرگ تهیه می‌شود. پیتزتا گاهی اوقات بدون سس تهیه می‌شود. پیتزا را می‌توان با استفاده از نان تخت به عنوان نان پایه تهیه کرد اما در تهیه آن از خمیر هزارلا نیز استفاده می‌شود. بعد از پختن پیتزا می‌توان مواد معطر و سبزیجات هم به آن اضافه کرد.

## نگارخانه

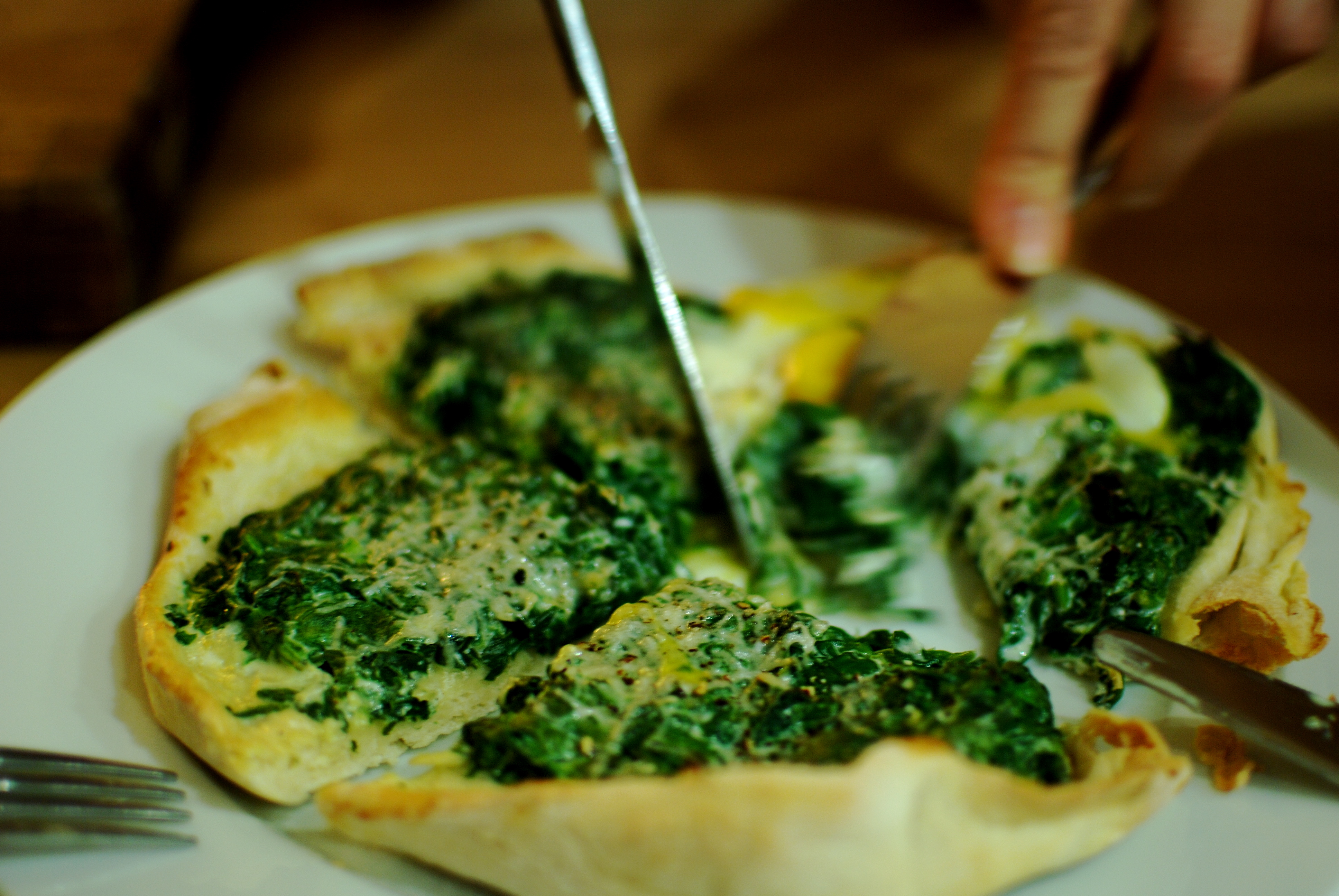
پیتزتا
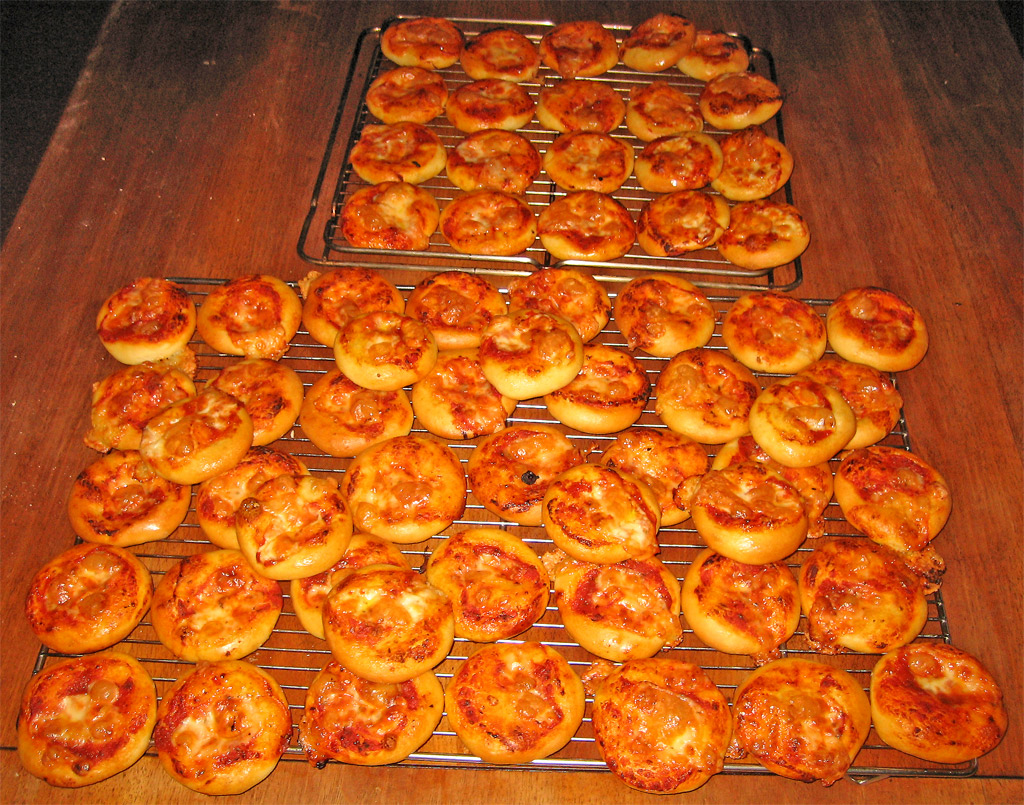
مجموعه‌ای از چند پیتزتا